# Tropistes hebraicator
Tropistes hebraicator är en stekelart som beskrevs av Aubert 1982. Tropistes hebraicator ingår i släktet Tropistes och familjen brokparasitsteklar. Inga underarter finns listade i Catalogue of Life.